# Carlo II di Cleves Nevers

Stemma dei Clèves-Nevers.

Carlo II di Cleves Nevers (1491 circa – Parigi, 27 agosto 1521) è stato un nobile francese è stato dal 1506 alla sua morte Conte di Nevers ed Eu.

## Biografia
Carlo II di Clèves era il figlio maggiore del conte Engilberto di Cleves e di sua moglie Carlotta di Borbone-Vendome († 1520). Carlo discendeva dalla famiglia aristocratica tedesca di La Marck, madre della Casa di Borbone, collaterale della famiglia reale francese. Alla corte di re Francesco I, Carlo fu coinvolto in intrighi e nel 1521 fu posto a custodia in una torre del Louvre. La madre e il duca di Borbone campagna per lui. Morì prima che potessero ottenere la sua liberazione.

## Discendenza
Carlo il 25 gennaio 1504 (o 1505) si era unito in matrimonio con sua cugina Maria d'Albret, contessa di Rethel. L'unico figlio della coppia nacque nel 1516, Francesco I di Nevers.

## Ascendenza
|                                 |                           |                                                | Genitori                                         |  |  | Nonni |  |  | Bisnonni                |  |  | Trisnonni                                  |  |
|                                 |                           |                                                |                                                  |  |  |       |  |  | Adolfo I, duca di Kleve |  |  | Adolfo III, conte di Mark e conte di Kleve |  |
|                                 |                           |                                                |                                                  |  |  |       |  |  | Adolfo I, duca di Kleve |  |  | Adolfo III, conte di Mark e conte di Kleve |  |
|                                 |                           | Margherita di Berg                             |                                                  |  |  |       |  |  | Adolfo I, duca di Kleve |  |  |                                            |  |
| Giovanni I, duca di Kleve       |                           |                                                |                                                  |  |  |       |  |  | Adolfo I, duca di Kleve |  |  |                                            |  |
|                                 |                           | Maria di Borgogna                              | Giovanni, duca di Borgogna                       |  |  |       |  |  |                         |  |  |                                            |  |
|                                 |                           | Maria di Borgogna                              | Giovanni, duca di Borgogna                       |  |  |       |  |  |                         |  |  |                                            |  |
|                                 |                           | Maria di Borgogna                              | Margherita di Baviera                            |  |  |       |  |  |                         |  |  |                                            |  |
| Engilberto, conte di Nevers     |                           | Maria di Borgogna                              |                                                  |  |  |       |  |  |                         |  |  |                                            |  |
|                                 |                           | Giovanni II, conte di Nevers e conte di Rethel | Filippo, conte di Nevers e conte di Rethel       |  |  |       |  |  |                         |  |  |                                            |  |
|                                 |                           | Giovanni II, conte di Nevers e conte di Rethel | Filippo, conte di Nevers e conte di Rethel       |  |  |       |  |  |                         |  |  |                                            |  |
|                                 |                           | Giovanni II, conte di Nevers e conte di Rethel | Bona d'Artois                                    |  |  |       |  |  |                         |  |  |                                            |  |
| Elisabetta di Nevers            |                           | Giovanni II, conte di Nevers e conte di Rethel |                                                  |  |  |       |  |  |                         |  |  |                                            |  |
|                                 |                           | Giacomina d'Ailly                              | Raoul d'Ailly, signore di Raingeval e Picquigny  |  |  |       |  |  |                         |  |  |                                            |  |
|                                 |                           | Giacomina d'Ailly                              | Raoul d'Ailly, signore di Raingeval e Picquigny  |  |  |       |  |  |                         |  |  |                                            |  |
|                                 |                           | Giacomina d'Ailly                              | Giacomina di Béthune                             |  |  |       |  |  |                         |  |  |                                            |  |
| Carlo II, conte di Nevers       |                           | Giacomina d'Ailly                              |                                                  |  |  |       |  |  |                         |  |  |                                            |  |
|                                 | Luigi I, conte di Vendôme | Giovanni I, conte di La Marche                 |                                                  |  |  |       |  |  |                         |  |  |                                            |  |
|                                 | Luigi I, conte di Vendôme | Giovanni I, conte di La Marche                 |                                                  |  |  |       |  |  |                         |  |  |                                            |  |
|                                 | Luigi I, conte di Vendôme | Caterina di Vendôme                            |                                                  |  |  |       |  |  |                         |  |  |                                            |  |
| Giovanni VIII, conte di Vendôme | Luigi I, conte di Vendôme |                                                |                                                  |  |  |       |  |  |                         |  |  |                                            |  |
|                                 |                           | Giovanna di Laval                              | Guido XIII, signore di Laval                     |  |  |       |  |  |                         |  |  |                                            |  |
|                                 |                           | Giovanna di Laval                              | Guido XIII, signore di Laval                     |  |  |       |  |  |                         |  |  |                                            |  |
|                                 |                           | Giovanna di Laval                              | Anna di Laval                                    |  |  |       |  |  |                         |  |  |                                            |  |
| Carlotta di Vendôme             |                           | Giovanna di Laval                              |                                                  |  |  |       |  |  |                         |  |  |                                            |  |
|                                 |                           | Luigi di Beauvau, signore di La Roche-sur-Yon  | Pietro I di Beauvau, signore di La Roche-sur-Yon |  |  |       |  |  |                         |  |  |                                            |  |
|                                 |                           | Luigi di Beauvau, signore di La Roche-sur-Yon  | Pietro I di Beauvau, signore di La Roche-sur-Yon |  |  |       |  |  |                         |  |  |                                            |  |
|                                 |                           | Luigi di Beauvau, signore di La Roche-sur-Yon  | Giovanna di Craon                                |  |  |       |  |  |                         |  |  |                                            |  |
| Isabella di Beauvau             |                           | Luigi di Beauvau, signore di La Roche-sur-Yon  |                                                  |  |  |       |  |  |                         |  |  |                                            |  |
|                                 |                           | Margherita di Chambley                         | Ferri, signore di Chambley                       |  |  |       |  |  |                         |  |  |                                            |  |
|                                 |                           | Margherita di Chambley                         | Ferri, signore di Chambley                       |  |  |       |  |  |                         |  |  |                                            |  |
|                                 |                           | Margherita di Chambley                         | Giovanna di Lannoy                               |  |  |       |  |  |                         |  |  |                                            |  |
|                                 |                           | Margherita di Chambley                         |                                                  |  |  |       |  |  |                         |  |  |                                            |  |